# Erik Sparre (1550–1600)
Erik Sparre est un homme d’État suédois, né en 1550, décapité en 1600. 
Attaché en qualité de page à la cour d’Eric XIV, il fut nommé sénateur en 1582, puis gouverneur du Westmanland, et vice-chancelier. Le roi de Suède, Jean III, le chargea en 1587 de se rendre en Pologne pour faire nommer roi de ce pays le prince Sigismond. Deux ans plus tard, il se prononça en faveur de ce dernier, devenu roi de Pologne, lorsque celui-ci se brouilla avec Jean III. 
Sparre tomba alors en disgrâce et perdit toutes ses dignités. Sigismond, devenu roi de Suède à la mort de Jean III (1592), nomma Sparre chancelier du royaume. Il se fit remarquer alors comme un ardent défenseur de tous les privilèges de la noblesse. La guerre civile ayant éclaté entre Sigismond et Charles, duc de Sudermanie, Sparre soutint naturellement les intérêts de son maître. 
Après le triomphe de Charles, qui prit le titre de régent de Suède, Sparre rejoignit Sigismond en Pologne, puis passa en Danemark pour obtenir des secours dans le but de rétablir Sigismond sur le trône de Suède, prit part à la bataille de Staengebro, où il fut fait prisonnier, et, traduit devant une haute cour de justice, il fut condamné, comme traître à la patrie, à la peine capitale ; il fut décapité à Linköping.
C’était un homme instruit, habile, éloquent, dont plusieurs discours ont été publiés, notamment celui qu’il prononça Pro lege, rege et grege.

## Source
« Erik Sparre (1550–1600) », dans Pierre Larousse, Grand dictionnaire universel du XIXe siècle, Paris, Administration du grand dictionnaire universel, 15 vol., 1863-1890 [détail des éditions].
- VIAF
- ISNI
- GND
- Italie
- NUKAT
- Suède